# Amanda Foreman
Amanda Foreman (Los Ángeles, California, 15 de julio de 1966) es una actriz de cine y televisión estadounidense.

## Biografía
Conocida por su interpretación de Meghan en la serie Felicity.
Hija de la actriz, Linda Lawson y del productor John Foreman. Tiene una hermana, Julie, también actriz. También participó en varios capítulos de Alias, a partir de la segunda temporada, interpretando a la esposa de Marshall.